# Herb gminy Lelkowo
Herb gminy Lelkowo – jeden z symboli gminy Lelkowo w postaci herbu.

## Wygląd i symbolika
Herb przedstawia w polu srebrnym krzyżami łacińskimi i greckokatolickimi w pas wilka kroczącego czerwonego. 
Czerwony wilk pochodzi z chorągwi krzyżackiego komturstwa w Bałdze, na terenie którego leży gmina Lelkowo. Dwa krzyże informują o pokojowej koegzystencji na terenie gminy dwóch społeczności chrześcijańskich.

## Historia
Herb został przyjęty uchwałą Nr XVI/78/12 z 20 czerwca 2012 po uzyskaniu pozytywnej opinii Komisji Heraldycznej. Został on zaprojektowany przez Instytut Heraldyczno-Weksylologiczny Alfreda Znamierowskiego.